# 教育訓練機関
教育訓練機関（きょういくくんれんきかん）は教育の訓練を行う機関であり、各所管機関によって定められている。

## 教育訓練機関の例
国土交通省所管の船員教育訓練機関及び関係船員教育機関
- 海技教育機構 - 静岡県静岡市清水区
- 海技教育機構海技大学校および海上技術短期大学校 - [宮古、清水、波方]
- 海技教育機構海上技術学校 - [小樽、館山、唐津、口之津]
- 航海訓練所-神奈川県横浜市中区
- 東京海洋大学 - 東京都港区
- 神戸大学 - 兵庫県神戸市東灘区
- 商船高等専門学校 - [富山、鳥羽、広島、大島、弓削]

総務省消防庁の施設等機関で教育訓練機関
- 消防大学校 - 総務省組織令第152条

航空機操縦士を養成する教育訓練機関
- 航空大学校

海外青年協力隊の帰国隊員等教育訓練手当対象教育訓練機関
帰国隊員等の帰国後の進路開拓に役立つ技術・技能の修得または免許・資格の取得につながる教育訓練に対し、帰国日から24ヶ月以内に開始した教育訓練について、JICAが支援。対象は入学又は編入学による履修を含む大学・大学院においての科目履修や専門学校1専攻、講習会等1講座。
検数人の教育訓練機関
鑑定人#港湾運送事業法上の鑑定人で検数事業等に使用される検数人には、所定の3ヶ月以上の検数事業等の知識技能に関する研修を行う教育訓練機関が定められている。この所定の教育訓練機関には海事検査人養成協議会が指定されている
岩手県工業新興戦略に定めるものづくり支援機関・教育訓練機関
- 花巻市起業化支援センター
- 岩手職業能力開発促進センター
- 北上市基盤技術支援センター
- 株式会社北上オフィスプラザ
- 奥州市鋳物技術交流センター
- 岩手県立産業技術短期大学校
- 財団法人岩手県南技術研究センター
- 独立行政法人国立高等専門学校機構一関工業高等専門学校
- 国立大学法人岩手大学地域連携推進センター
- 公立大学法人岩手県立大学地域連携研究センター
- 地方独立行政法人岩手県工業技術センター
- 財団法人いわて産業振興センター
- 岩手県県南広域振興局

機械状態監視診断技術者（トライボロジー）資格認証制度での教育訓練機関
- トライボテックス株式会社
- 社団法人日本プラントメンテナンス協会
- 新日鐵化学株式会社
- ジャパン・アナリスト株式会社

社団法人日本トライボロジー学会と社団法人日本機械学会との共同認証で2009年10月から実施している資格認証制度。ISO18436-4に準拠。上記の教育訓練機関が定められており、各機関での訓練課程を修了して受験資格を満たすと認証試験を受験することができる。
ネルソン航空学校
航空機パイロット・ヘリコプターパイロットを養成する教育訓練機関
術科学校 (航空自衛隊)
航空自衛隊の航空教育集団に属する教育訓練機関
旧労働省（現・厚生労働省）ビジネス・キャリア制度（職業能力習得制度）認定教育訓練コースを実施する教育訓練機関等数
- 青森県中小企業経友会事業協同組合
- 財団法人千葉県予防衛生協会
- 職業訓練法人テクノピラミッド運営機構
- 株式会社総合労働研究所
- 株式会社産業教育センター
- 東武信用金庫
- 株式会社あさひ銀総合研究所
- 村田簿記学校（2007年村田経営義塾に改称、2011年東京経営短期大学へ継承）
- 財団法人社会経済生産性本部
- 社団法人経営労働協会付属経営労働学院
- 学校法人産能大学
- 中央職業能力開発協会
- 株式会社経済法令研究会
- ヒューマンアカデミー高田馬場駅前校
- キャリア・コンサルタント協同組合
- 株式会社ヒューマンエデュケイション
- 社団法人神奈川県経営管理センター
- 職業訓練法人アマダスクール
- 長野県中小企業経友会事業協同組合
- 愛知県職業能力開発協会
- 滋賀県職業能力開発協会
- 協同組合島津工業会プロ能力開発校
- 職業訓練法人大阪ヒューマン・アカデミー新大阪校
- 株式会社日本人材育成協会
- 財団法人関西生産性本部
- 甲山国際文科学館
- 島根商科専門学校
- 財団法人土井田学園デルタ・ライフ・アカデミー
- 株式会社共栄経営センター
- 香川県職業能力開発協会
- 高知県職業能力開発協会
- 株式会社西日本国際ビジネス専門学院
- 株式会社西銀経営情報サービス
- 熊本市職業訓練センター